# Kun Bertalan (labdarúgó)
Kun Bertalan (Veszprém, 1999. május 6. –) magyar labdarúgó, ballábas támadó középpályás és szélső támadó posztokon bevethető. A holland PSV Eindhoven csapatában nevelkedett. Többszörös utánpótlás válogatott. 2011-ben édesapjával Kun Csabával Hollandiába költözött. Nemzetközi átigazolása több mint négy évig elhúzódott, mire sikeresen lezárult. Első szerződésajánlatát a PSV Eindhoventől 2015. július 3-án kapta meg, amely 1+1 év opcióval került aláírásra. 2016. március 27-én a klub élni kívánt az opciós év ajánlatával és ezzel 2017. június 30-ig érvényes professzionális szerződést kötöttek a felek.

## Pályafutása

### A Veszprémi FC USE csapatában
Kun Bertalan 2005-ben kezdett el a Veszprémi VFC USE egyesületében focizni,  ahová hatéves korában került. Első edzője Kelemen Miklós volt. Az U7-ből indulva szépen lépkedett a ranglétrán. A 2010–2011-es szezonban Kozma Csaba keze alatt 20 meccsen 11 gólt szerzett  az NB II északnyugati csoportjának U13-as bajnokságában. Egy esztendővel később 26 mérkőzésen 58 góllal az osztály gólkirálya lett.

### A PSV Eindhovenben
Édesapja  Hollandiában kapott kétéves munkaszerződést, és az amúgy iskolaváltás előtt álló gyermek vele együtt költözött Eindhovenbe. Csatlakozott a PSV Eindhoven D1 korosztályos  csapatához, amely a De Herdgang  nevű edzőkomplexumban tréningezett. A PSV Eindhoven 2011-ben elindította a kiskorú játékos nemzetközi átigazolására vonatkozó kérelmét, amellyel kapcsolatban a FIFA első döntése elutasító volt. Ezt követően még további két alkalommal nyújtottak be kérelmet, azonban végérvényesen lezárták az ügyet nemleges válasszal. Csak  2015. augusztus  25-én kapta meg a szükséges játékos engedélyt, amikor már az Európai Unión belül 16 évet betöltött  szerződött játékos jogán sikerült eleget tenni a szabályi kitételeknek.  2011 és 2015 közti időszakban Kun Bertalan csak annak köszönheti hogy versenyzésben részt vehetett, hogy számos nemzetközi tornán és  barátságos mérkőzéseken nevezte őt klubja.
A felnőttek között 2016. november 26-án mutatkozott be, az eindhoveniek tartalékcsapatának számító Jong PSV-ben kapott lehetőséget a holland másodosztályban. A Volendam ellen 1-0-ra elveszített bajnokin csereként állt be a 65. percben. Decemberben a sajtóban felmerült, hogy több Premier League klub és portugál élvonalbeli csapat szerződtetné, amit menedzsere is megerősített.
A Jong PSV-ben 2019 nyaráig 22 bajnoki mérkőzésen kapott lehetőséget és egy gólt szerzett. Szerződése felbontása után a magyar másodosztályban szereplő ETO FC Győr csapatához írt alá egy plusz egy évre.

### Győri ETO
Az ETO-ban tizenegy bajnokin, összesen tizenkét tétmérkőzésen lépett pályára a koronavírus-járvány miatt félbeszakított 2019-2020-as szezonban. 2020. július 14-én az élvonalban szereplő Zalaegerszegi TE szerződtette, ahová kettő plusz egy évre szóló szerződést írt alá.

### Zalaegerszegi TE
A 2020–2021-es idényben mindössze egy mérkőzésen kapott lehetőséget az élvonalban, jobbára a klub harmadosztályban szereplő tartalékcsapatában lépett pályára. 2021. szeptember 2-án közös megegyezéssel felbontották a szerződését.

### Proleter Novi Sad
Miután szabadon igazolható játékossá vált, a szerb élvonalban szereplő Proleter Novi Sadhoz írt alá. A szerb bajnokságban a Mladost ellen mutatkozott be, majd második mérkőzésén a Spartak Zlatibor Voda ellen gólt szerzett, csapata pedig 2-1-es győzelmet aratott.

### A válogatottban
2013 novemberében kapott először meghívót az U15-ös magyar labdarúgó-válogatott keretébe Korolovszky Györgytől. Egy Szlovákia elleni (0-0) meccsen mutatkozott be 2013. november 5-én. Első gólját 2014. április 10-én a Törökország–Magyarország (3-3) mérkőzésen szerezte.
2014 augusztusában az U16-os magyar labdarúgó-válogatott keretébe kapott meghívót Mihalecz Istvántól. Az U16-os válogatottban tíz alkalommal lépett pályára, és 2015 március 10-én a Magyarország–Lettország  mérkőzésen (4-0) a 4. percben gólt szerzett.
2015 szeptemberében helyet kapott az U17-es magyar labdarúgó-válogatott keretében, melyet Szélesi Zoltán irányított. Csak két alkalommal kapott lehetőséget a válogatott szereplésre. A 2016-ban rendezett U17-es Európa-bajnokság selejtezőire nem nevezték.
2016 augusztusában behívta az U18-as magyar labdarúgó-válogatott keretébe Németh Antal. Az orosz válogatott ellen debütált ebben a korosztályban 2016. augusztus 16-án.
2016 októberében behívta az U19-es magyar labdarúgó-válogatott keretébe Michael Boris szövetségi edző. A görögök ellen debütált október 13-án a mérkőzést végigjátszva.

## Sikerei, díjai
PSV Eindhoven U15
- Marveld Nemzetközi U15-ös labdarúgótorna
  - 1. hely: 2014[15]

PSV Eindhoven U17
- Holland U17 - I. osztály (Eredevisie B class)
  - Holland bajnok: 2015–2016

## Statisztika

### Klubcsapatokban
| Csapat              | Szezon              | Bajnokság | Bajnokság | Kupa  | Kupa | Összesen | Összesen |
| Csapat              | Szezon              | Meccs     | Gól       | Meccs | Gól  | Meccs    | Gól      |
| ------------------- | ------------------- | --------- | --------- | ----- | ---- | -------- | -------- |
| Jong PSV            | 2016–17             | 2         | 0         | 0     | 0    | 2        | 0        |
| Jong PSV            | 2017–18             | 0         | 0         | 0     | 0    | 0        | 0        |
| Jong PSV            | 2018–19             | 20        | 1         | 0     | 0    | 20       | 1        |
| Karrier összesítése | Karrier összesítése | 22        | 1         | 0     | 0    | 22       | 1        |

### Válogatottban
| Nemzeti válogatott | Év        | Meccs | Gól |
| ------------------ | --------- | ----- | --- |
| Magyarország U15   | 2013-2014 | 5     | 1   |
| Magyarország U16   | 2014-2015 | 10    | 1   |
| Magyarország U17   | 2015      | 2     | 0   |
| Magyarország U18   | 2016      | 5     | 0   |
| Magyarország U19   | 2016      | 1     | 0   |
| Összesen           | Összesen  | 22    | 2   |

## További információ
- Kun Bertalan hivatalos honlapja Archiválva 2016. szeptember 11-i dátummal a Wayback Machine-ben (magyarul)
- Kun Bertalan transfermarkt.de profil (németül)
- DIGI Sport, Reggeli Start - Kun Bertalan, Kun Csaba (2015. dec. 22.) (magyarul)
- DIGI Sport, Reggeli Start - Kun Bertalan (2016. jún. 7.) (magyarul)
- Kun Bertalanról írták az mlsz.hu-n (magyarul)
- Kun Bertalan profilja a PSV hivatalos honlapján (magyarul)
- Kun Bertalan (kapcsolódó cikkek) - FociClub.hu (magyarul)